# 放課後ぶかつ部
『放課後ぶかつ部』（ほうかごぶかつぶ）は、2013年7月1日から2019年3月までベイ・コミュニケーションズのコミュニティチャンネル、ベイコムチャンネル(チャンネル111、リモコン番号11)で放送されていたバラエティ番組。

## 概要
バイク川崎バイクとNMB48のメンバーがベイコム放送エリアの学校の部活を紹介する番組。
部活を観察する為の部活で「ぶかつ部」となる。(ローマ字でBuKatsuBu、すなわちBKB)
出演者が観察先の部活を体験する事も多い。
放送はほぼ毎日行われており、毎月2回(1日、16日)新しい回に更新される。
ベイコム12チャンネル(リモコン番号12)で過去放送分が数回分まとめて放送される事もある。

### 本日のBKB
毎回、情報を元にバイク川崎バイクがその部のキャッチコピーを発表。略したらBKBになる。

### 締めのBKB
番組の最後にバイク川崎バイクが締めの言葉を言う事がある。こちらも略したらBKBになる。

## 出演者
- バイク川崎バイク(BKB) - ぶかつ部部長。
- NMB48（各回2名が出演）

毎回バイク川崎バイクとNMB48出演メンバーのサイン入りグッズの視聴者プレゼントが行われる。

## 視聴方法
ベイコムからのケーブルテレビ配線で視聴可。どちらの方法でも通常の地デジのチャンネルと同じ扱いで、セットトップボックスは不要(同一周波数パススルー方式)。
- ベイコムケーブルテレビ契約[4](解約するとケーブルテレビ配線が撤去される為[5]、契約が必要[6])
- ベイコム放送エリア内の難視聴地域、ケーブルテレビ対応集合住宅に該当(契約は必須ではない[7])

## 放送日程

### 2013年
| 2013年 放送日程 | 2013年 放送日程 | 2013年 放送日程     | 2013年 放送日程                          | 2013年 放送日程 | 2013年 放送日程                                        |
| 回              | 放送日          | 出演メンバー        | 学校                                     | 部              | 本日のBKB                                              |
| --------------- | --------------- | ------------------- | ---------------------------------------- | --------------- | ------------------------------------------------------ |
| 1               | 7月 1日         | 小林莉加子 赤澤萌乃 | 兵庫県立 尼崎北高等学校                  | 水泳部          | バタフライとか クロールとかあんまりしない 部           |
| 2               | 7月16日         | 沖田彩華 東由樹     | 私立 武庫川女子大学附属 中学校・高等学校 | バトン部        | べっぴんが くるくる回す 部                             |
| 3               | 8月 1日         | 石塚朱莉 日下このみ | 尼崎市立 尼崎双星高等学校                | 書道部          | 微妙に英語が 書いたTシャツを着ている書道 部            |
| 4               | 8月16日         | 川上礼奈 三田麻央   | 兵庫県立 西宮今津高等学校                | 男子新体操部    | バッキバキに 筋肉が割れている新体操 部                 |
| 5               | 9月 1日         | 井尻晏菜 植田碧麗   | 大阪市立 咲くやこの花高等学校            | 軽音楽部        | 部長が かわいい軽音楽 部                               |
| 6               | 9月16日         | 村上文香 島田玲奈   | 伊丹市立 伊丹高等学校                    | なぎなた部      | ババーン 可愛い伊丹のマスコットキャラが関係している 部 |
| 7               | 10月 1日        | 上枝恵美加 室加奈子 | 兵庫県立 西宮南高等学校                  | 演劇部          | ビビるわ! 殺してくるウインクする演劇 部                |
| 8               | 10月16日        | 沖田彩華 三田麻央   | 兵庫県立 伊丹西高等学校                  | 写真部          | ブラボー! 甲子園に出場した写真 部                      |
| 9               | 11月 1日        | 井尻晏菜 河野早紀   | 私立 百合学院 中学校・高等学校           | 軟式野球部      | ビューティーな 心の野球を目指す 部                     |
| 10              | 11月16日        | 東由樹 小柳有沙     | 大阪府立 港南造形高等学校                | 陶芸部          | バリ 権力MAXな陶芸 部                                  |
| 11              | 12月 1日        | 石塚朱莉 赤澤萌乃   | 尼崎市立 尼崎高等学校                    | 茶道部          | バトルくらい 食いしん坊な茶道 部                       |
| 12              | 12月16日        | 大段舞依 松村芽久未 | 西宮市立 西宮東高等学校                  | 放送部          | 部長が 勘違いされやすい放送 部                         |

### 2014年
| 2014年 放送日程 | 2014年 放送日程 | 2014年 放送日程       | 2014年 放送日程                          | 2014年 放送日程      | 2014年 放送日程                                |
| 回              | 放送日          | 出演メンバー          | 学校                                     | 部                   | 本日のBKB                                      |
| --------------- | --------------- | --------------------- | ---------------------------------------- | -------------------- | ---------------------------------------------- |
| 13              | 1月 1日         | 古賀成美 西村愛華     | 兵庫県立 尼崎北高等学校                  | 水泳部               | ビビるで! 凍える冬の水泳 部                    |
| 13              | 1月 1日         | 古賀成美 西村愛華     | 私立 武庫川女子大学附属 中学校・高等学校 | バトン部             | 部長が 気になる 部                             |
| 14              | 1月16日         | 川上礼奈 山岸奈津美   | 兵庫県立 伊丹高等学校                    | バドミントン部       | バドミントン部なのに 火木 バドミントンしない   |
| 15              | 2月 1日         | 日下このみ 小林莉加子 | 大阪府立 港高等学校                      | 弓道部               | 微妙に並ぶ 弓道 部                             |
| 16              | 2月16日         | 山尾梨奈 三浦亜莉沙   | 兵庫県立 尼崎高等学校                    | 吹奏楽部             | ぶっちゃけ 子ども向けの吹奏楽 部               |
| 17              | 3月 1日         | 渋谷凪咲 西村愛華     | 大阪府立 今宮高等学校                    | ダンス部             | 部員が 昆虫になってしまったダンス 部           |
| 18              | 3月16日         | 東由樹 三田麻央       | 私立 園田学園 中学校・高等学校           | バドミントン部       | 暴走気味の かけ声の バドミントン部             |
| 19              | 4月 1日         | 石塚朱莉 黒川葉月     | 私立 好文学園女子高等学校                | 漫画研究部           | バリバリ かきまくりな漫画研究 部               |
| 20              | 4月16日         | 城恵理子 森田彩花     | 私立 昇陽高等学校                        | 卓球部               | 部員の 孤独を ぶっとばせ                       |
| 21              | 5月 1日         | 山尾梨奈 大段舞依     | 兵庫県立 武庫荘総合高等学校              | 軽音楽部             | 別の顔を持つ部 軽音楽 部                       |
| 22              | 5月16日         | 石田優美 松村芽久未   | 大阪府立 今宮高等学校                    | 能楽同好会           | 部員集めに 健気な 部、能楽同好会               |
| 23              | 6月 1日         | 久代梨奈 室加奈子     | 尼崎市立 尼崎高等学校                    | 体操部               | バラエティ豊かな 関係を持つ体操 部             |
| 24              | 6月16日         | 木下春奈 日下このみ   | 大阪市立 淀商業高等学校                  | 女子ソフトボール部   | 部室に 苦悩する女子ソフトボール 部             |
| 25              | 7月 1日         | 内木志 磯佳奈江       | 私立 夙川学院 中学校・高等学校           | 空手部               | 分裂する 空手 部                               |
| 26              | 7月16日         | 須藤凜々花 武井紗良   | 大阪府立 大正高等学校                    | 琉球三味線エイサー部 | 部員全員が カナサンする 部                     |
| 27              | 8月 1日         | 森田彩花 照井穂乃佳   | 兵庫県立 西宮香風高等学校                | ボクシング部         | ぶっちゃけ 軽すぎる ボクシング部               |
| 28              | 8月16日         | 山尾梨奈 松岡知穂     | 兵庫県立 尼崎小田高等学校                | 演劇部               | ブルーになると 絵画になっていく演劇 部         |
| 29              | 9月 1日         | 松岡知穂 照井穂乃佳   | 尼崎市立 尼崎双星高等学校                | 情報技術部           | 勉強づけの情報技術 部                          |
| 30              | 9月16日         | 中野麗来 西澤瑠莉奈   | 兵庫県立 尼崎工業高等学校                | サッカー部           | 部にいる 陰のディフェンダーを バックアップせよ |
| 31              | 10月 1日        | 鵜野みずき 松村芽久未 | 西宮市立 西宮東高等学校                  | 討論部               | ボイコットする? 過激な討論 部                  |
| 32              | 10月16日        | 川上千尋 大段舞依     | 大阪市立 咲くやこの花高等学校            | 家庭科部             | 部員の 希望にあった 部                         |
| 33              | 11月 1日        | 井尻晏菜 林萌々香     | 大阪府立 市岡高等学校                    | 合気道部             | バリバリ 剣で突いてくる合気道 部               |
| 34              | 11月16日        | 沖田彩華 川上礼奈     | 兵庫県立 尼崎西高等学校                  | 陸上部               | 武器は槍!でも 攻撃はしてこない 部              |
| 35              | 12月 1日        | 川上千尋 植田碧麗     | 大阪府立 西野田工科高等学校              | 機械研究部           | バッテリーで 完走させる 部                     |
| 36              | 12月16日        | 須藤凜々花 西村愛華   | 兵庫県立 尼崎稲園高等学校                | ダンス部             | 勉強に悶え 苦しむダンス 部                     |

### 2015年
| 2015年 放送日程 | 2015年 放送日程 | 2015年 放送日程     | 2015年 放送日程                          | 2015年 放送日程    | 2015年 放送日程                                  |
| 回              | 放送日          | 出演メンバー        | 学校                                     | 部                 | 本日のBKB                                        |
| --------------- | --------------- | ------------------- | ---------------------------------------- | ------------------ | ------------------------------------------------ |
| 37              | 1月 1日         | 石田優美 森田彩花   | 大阪市立 西高等学校                      | 弓道部             | 米国かぶれの感じの 弓道 部                       |
| 38              | 1月16日         | 古賀成美 室加奈子   | 兵庫県立 西宮北高等学校                  | 女子バレーボール部 | 部の 隠れた強さの秘密を 分析せよ                 |
| 39              | 2月 1日         | 川上礼奈 石塚朱莉   | 兵庫県立 伊丹北高等学校                  | 男子ソフトテニス部 | バリ速い球を打つ 硬式テニスにはない裏技がある 部 |
| 40              | 2月16日         | 井尻晏菜 三田麻央   | 大阪市立 住吉商業高等学校                | フォークソング部   | Busy! 近隣に出現しまくる 部                      |
| 41              | 3月 1日         | 山尾梨奈 松岡知穂   | 私立 金剛学園                            | テコンドー部       | 部の カベを ブレイク                             |
| 42              | 3月16日         | 武井紗良 松村芽久未 | 私立 金蘭会高等学校                      | バレーボール部     | びっくり仰天! 高校生っぽくないバレーボール 部    |
| 43              | 4月 1日         | 磯佳奈江 大段舞依   | 私立 百合学院 中学校・高等学校           | バスケットボール部 | バスケットコートに 隠された秘密をあ ばけ!        |
| 44              | 4月16日         | 磯佳奈江 大段舞依   | アドバンス・ 尼崎トランポリンクラブ      | -                  | ブッ飛び キッズの ビッグドリームを調査せよ!      |
| 45              | 5月 1日         | 明石奈津子 西村愛華 | 兵庫県立 鳴尾高等学校                    | 少林寺拳法部       | 番組頼り!? 窮地に陥った 部                       |
| 46              | 5月16日         | 沖田彩華 東由樹     | 尼崎市立 尼崎高等学校                    | 男子バレーボール部 | ブンの 鍛え方がスゴイ 部                         |
| 47              | 6月 1日         | 林萌々香 黒川葉月   | 兵庫県立 西宮甲山高等学校                | ラグビー部         | 部員が きわどくなるラグビー 部                   |
| 48              | 6月16日         | 磯佳奈江 三田麻央   | 大阪府立 咲洲高等学校                    | サッカー部         | 部員と 顧問がイー ブン                           |
| 49              | 7月 1日         | 古賀成美 西澤瑠莉奈 | 兵庫県立 尼崎高等学校                    | 美術部             | ビッグ キャッスルを作った 部                     |
| 50              | 7月16日         | 武井紗良 石塚朱莉   | 兵庫県立 西宮高等学校                    | 邦楽部             | 部内が 去年から バラバラ                         |
| 51              | 8月 1日         | 井尻晏菜 内木志     | 兵庫県立 尼崎工業高等学校                | 山岳部             | ボッカ 訓練をしている 部                         |
| 52              | 8月16日         | 松岡知穂 植田碧麗   | 伊丹市立 伊丹高等学校                    | 生物部             | バイオな カオスを 冒険しよう                     |
| 53              | 9月 1日         | 山尾梨奈 石田優美   | 兵庫県立 伊丹高等学校                    | 女子ハンドボール部 | ぶん投げる 利き手 ベトベト                       |
| 54              | 9月16日         | 植村梓 川上礼奈     | 大阪府立 港高等学校                      | 吹奏楽部           | 敏腕 交渉人がいる吹奏楽 部                       |
| 55              | 10月 1日        | 鵜野みずき 三田麻央 | 大阪府立 今宮工科高等学校                | 機械工作部         | 僕らに 語りかけてくるロ ボ                       |
| 56              | 10月16日        | 川上千尋 大段舞依   | 兵庫県立 尼崎小田高等学校                | 科学研究部         | バカなっ!? 肝心なものが バックレ中               |
| 57              | 11月 1日        | 山尾梨奈 明石奈津子 | 私立 関西学院 中学部・高等部             | 吹奏楽部           | 武装する かつてない ブラバン                     |
| 58              | 11月16日        | 沖田彩華 松村芽久未 | 私立 武庫川女子大学附属 中学校・高等学校 | 放送部             | 部員の憧れ! 甲子園の土を踏んだ 部                |
| 59              | 12月 1日        | 井尻晏菜 黒川葉月   | 大阪府立 港南造形高等学校                | ファイバーアート部 | ビューティフルで カラフルな染めを 勉強せよ!!     |
| 60              | 12月16日        | 川上礼奈 三田麻央   | 兵庫県立 伊丹西高等学校                  | 放送メディア部     | ブレイクしそうな 開運ボーイがいる 部             |

### 2016年
| 2016年 放送日程 | 2016年 放送日程 | 2016年 放送日程       | 2016年 放送日程                  | 2016年 放送日程           | 2016年 放送日程                                 |
| 回              | 放送日          | 出演メンバー          | 学校                             | 部                        | 本日のBKB                                       |
| --------------- | --------------- | --------------------- | -------------------------------- | ------------------------- | ----------------------------------------------- |
| 61              | 1月 1日         | 東由樹 西澤瑠莉奈     | 私立 園田学園高等学校            | ハンドボール部            | ビックリ!な 行動をとって夢を叶えた女子がいる 部 |
| 62              | 1月16日         | 大段舞依 植田碧麗     | 大阪市立 淀商業高等学校          | 卓球部                    | ぶち破ってくる 活動限界をも ぶち破ってくる      |
| 63              | 2月 1日         | 上枝恵美加 磯佳奈江   | 兵庫県立 武庫荘総合高等学校      | 陸上部                    | ぶっとび 系が多い 部                            |
| 64              | 2月16日         | 武井紗良 石塚朱莉     | 兵庫県立 西宮今津高等学校        | 卓球部                    | ビップな 環境でドライ ブ                        |
| 65              | 3月 1日         | 林萌々香 鵜野みずき   | 尼崎市立 琴ノ浦・城内高等学校    | 女子バドミントン部        | バッタバタして 休憩のない 部                    |
| 66              | 3月16日         | 城恵理子 松村芽久未   | 私立 夙川学院 中学校・高等学校   | テニス部                  | 部活を 解散しても 部活                          |
| 67              | 4月 1日         | 上枝恵美加 松岡知穂   | 尼崎市立 尼崎高等学校            | バスケットボール部        | 分身の術! キャプテンだらけの 部                 |
| 68              | 4月16日         | 大段舞依 村中有基     | 私立 好文学園女子高等学校        | ワープロ部                | 微動たりしない ク ビ                            |
| 69              | 5月 1日         | 山尾梨奈 石田優美     | 兵庫県立 尼崎北高等学校          | チアリーダー部            | ブルブル 過酷すぎて笑えない 部                  |
| 70              | 5月16日         | 森田彩花 堀詩音       | 私立 甲子園学院 中学校・高等学校 | 吹奏楽部                  | ブラバン 期待されすぎて ビックリ                |
| 71              | 6月 1日         | 黒川葉月 植田碧麗     | 大阪府立 大正高等学校            | アメリカン フットボール部 | バッチリアメフトの 隠れた魅力を ばらまいて!     |
| 72              | 6月16日         | 古賀成美 明石奈津子   | 大阪府立 西野田工科高等学校      | アーチェリー部            | 部長以外 筋トレ ばっか!                         |
| 73              | 7月 1日         | 東由樹 植村梓         | 尼崎市立 尼崎双星高等学校        | マジック研究会            | 忘却した 気持ちを 勉強しなおそう                |
| 74              | 7月16日         | 川上千尋 井尻晏菜     | 兵庫県立 鳴尾高等学校            | 美術部                    | ブロックせよ 消えてしまいそうな 部長を!         |
| 75              | 8月 1日         | 日下このみ 久代梨奈   | 兵庫県立 尼崎工業高等学校        | ウェイトリフティング部    | バリ重いもん かるーく持つ 部                    |
| 76              | 8月16日         | 大段舞依 上枝恵美加   | 伊丹市立 伊丹高等学校            | 自転車部                  | ビリになる 訓練で ビクトリー?                   |
| 77              | 9月 1日         | 井尻晏菜 石塚朱莉     | 兵庫県立 尼崎西高等学校          | 男子新体操部              | 美に こだわる Boys                              |
| 78              | 9月16日         | 東由樹 松村芽久未     | 大阪府立 港高等学校              | 女子バスケットボール部    | バスケットコートから 消えるドリ ブル            |
| 79              | 10月 1日        | 木下百花 谷川愛梨     | 大阪府立 今宮高等学校            | ダンス部                  | 爆笑 コントを ぶっこんだ!!                      |
| 80              | 10月16日        | 古賀成美 山口夕輝     | 大阪市立 咲くやこの花高等学校    | 陸上部                    | 部員同士で 介護 バンド                          |
| 81              | 11月 1日        | 武井紗良 堀詩音       | 兵庫県立 尼崎小田高等学校        | 科学研究部                | 忘却していた 化学班と 物理班                    |
| 82              | 11月16日        | 植村梓 三田麻央       | 兵庫県立伊丹北高等学校           | 放送委員会                | 部活 かは 微妙                                  |
| 83              | 12月 1日        | 西澤瑠莉奈 明石奈津子 | 兵庫県立尼崎稲園高等学校         | 吹奏楽部                  | 部員が 工夫を凝らした勧誘で 倍に                |
| 84              | 12月16日        | 磯佳奈江 中野麗来     | 専修学校 西宮甲英高等学院        | ハンドボール部            | 部活は ここじゃない 場所で                      |

### 2017年
| 2017年 放送日程 | 2017年 放送日程                               | 2017年 放送日程     | 2017年 放送日程                          | 2017年 放送日程        | 2017年 放送日程                                                                                |
| 回              | 放送日                                        | 出演メンバー        | 学校                                     | 部                     | 本日のBKB                                                                                      |
| --------------- | --------------------------------------------- | ------------------- | ---------------------------------------- | ---------------------- | ---------------------------------------------------------------------------------------------- |
| 85              | 1月 1日                                       | 東由樹 古賀成美     | 兵庫県立 西宮高等学校                    | 写真部                 | 部員が 聞いてなかったと ブーイング!!                                                           |
| 86              | 1月16日                                       | 大段舞依 井尻晏菜   | 大阪ビジネス フロンティア高校            | 競技かるた同好会       | 部に 変われば ベスト                                                                           |
| 87              | 2月 1日                                       | 松村芽久未 水田詩織 | 大阪府立 港南造形高等学校                | 版画部                 | 抜群に かっちょいい 番組Tを作れ!                                                               |
| 88              | 2月16日                                       | 武井紗良 石塚朱莉   | 大阪府立 市岡高等学校                    | 吹奏楽部               | 部長を 決める 分岐点を調査せよ                                                                 |
| 89              | 3月 1日                                       | 森田彩花 村中有基   | 私立 金蘭会 中学校・高等学校             | 新体操部               | べっぴんが こう立ち歩きできてより ビューティー                                                 |
| 90              | 3月16日                                       | 西澤瑠莉奈 石田優美 | 兵庫県立 武庫荘総合高等学校              | 柔道部                 | バシッと 気合 ぶっこむ                                                                         |
| 91              | 4月 1日                                       | 日下このみ 小嶋花梨 | 私立 武庫川女子大学附属 中学校・高等学校 | マーチングバンド部     | 僕らの 心を震わす ビューティフルソング                                                         |
| 92              | 4月16日                                       | 川上礼奈 岩田桃夏   | 尼崎市立 尼崎双星高等学校                | 囲碁・将棋部           | 部に入ってからも 勧誘してくる 部                                                               |
| 93              | 5月 1日                                       | 武井紗良 堀詩音     | 兵庫県立伊丹高等学校                     | ラグビー部             | 部に 関係ある石碑を調査する べし!                                                              |
| 94              | 5月16日                                       | 中野麗来 安田桃寧   | 私立 金剛学園高等学校                    | 舞踊部                 | ぶん回すのは 剣が ベスト                                                                       |
| 95              | 6月 1日                                       | 山尾梨奈 古賀成美   | 西宮市立 西宮東高等学校                  | ギター・マンドリン部   | ブレブレの 活動に バシッとツッコめ!!                                                           |
| 96              | 6月16日                                       | 川上礼奈 上西怜     | 私立 好文学園女子高等学校                | フォトデザイン部       | ぶらぶらしながら 校内で ベストショットを                                                       |
| 97              | 7月 1日                                       | 東由樹 林萌々香     | 大阪府立 西野田工科高等学校              | 西工いきものがかり     | ビートルで キッズに ブレイク!!                                                                 |
| 98              | 7月16日                                       | 明石奈津子 大段舞依 | 伊丹市立 伊丹高等学校                    | 吹奏楽部               | ビッグバンドには 決まっていない 部分がある                                                     |
| 99              | 8月 1日                                       | 城恵理子 井尻晏菜   | 尼崎市立 尼崎双星高等学校                | 書道部                 | びっくり!街中を かけまわる 美文字                                                              |
| 100             | 8月16日                                       | 松村芽久未 小嶋花梨 | 尼崎市立 尼崎高等学校                    | バトントワリング部     | バトン部 この頃 膨張してるってよ!                                                              |
| 101             | 9月 1日                                       | 三田麻央 清水里香   | 兵庫県立 尼崎高等学校                    | 美術部                 | ぶっちゃけ!尼崎 キャッスル ばっか!!                                                            |
| 102             | 9月16日                                       | 石塚朱莉 山田寿々   | 兵庫県立 西宮甲山高等学校                | 演劇部                 | 文 化系の 暴走?                                                                                |
| 103             | 10月 1日                                      | 古賀成美 明石奈津子 | 兵庫県立 尼崎小田高校                    | 陸上競技部             | 部活前に 校外を ブラブラ??                                                                     |
| 104             | 10月16日                                      | 磯佳奈江 安田桃寧   | 私立 報徳学園高校                        | 卓球部                 | 敏感 ボーイズの謎に迫れ!                                                                       |
| 105             | 11月 1日                                      | 日下このみ 植村梓   | 大阪市立 咲くやこの花高等学校            | 器械体操部             | ビシバシ 鍛えられている体操 部                                                                 |
| 106             | 11月16日                                      | 武井紗良 岩田桃夏   | 大阪市立淀商業高等学校                   | 女子バスケットボール部 | ビューティフルになる 革命前夜! バスケやのに?                                                   |
| 107             | 12月 1日                                      | 内木志 堀詩音       | 大阪市立 西高等学校                      | ダンス部               | ビビるで! 体のアザが 部の伝統??                                                                |
| 108             | 12月16日 公開収録 in 尼崎中央公園 (2017/12/3) | 川上千尋 堀詩音     | 兵庫県立 武庫荘総合高等学校              | 軽音楽部               | (N)なかでも(M)自らで(B)ベストパフォーマンス (N)なんと(M)見事な(B)バシバシさばき                |
| 108             | 12月16日 公開収録 in 尼崎中央公園 (2017/12/3) | 川上千尋 堀詩音     | 尼崎市立 尼崎高等学校                    | バトントワリング部     | (N)ニューカマー(M)ミラクルガールズ (B)バトントワリング部 (N)逃がさず(M)見てね(B)抜群のステージ |

### 2018年
| 2018年 放送日程 | 2018年 放送日程                              | 2018年 放送日程     | 2018年 放送日程 | 2018年 放送日程 | 2018年 放送日程 |
| 回              | 放送日                                       | 出演メンバー        | 学校 | 部 | 本日のBKB |
| --------------- | -------------------------------------------- | ------------------- | --- | --- | --- |
| 109             | 1月 1日 公開収録 in 尼崎中央公園 (2017/12/3) | 川上千尋 堀詩音     | 客席からのお題①こたつ (BKB)：防寒が 簡単にできる 場所 ②お年玉 (ちっひー)：婆ちゃんが 簡単にくれる 募金?? ③おせち (しおん)：バリ カッコイイ BOX | 客席からのお題①こたつ (BKB)：防寒が 簡単にできる 場所 ②お年玉 (ちっひー)：婆ちゃんが 簡単にくれる 募金?? ③おせち (しおん)：バリ カッコイイ BOX | 客席からのお題①こたつ (BKB)：防寒が 簡単にできる 場所 ②お年玉 (ちっひー)：婆ちゃんが 簡単にくれる 募金?? ③おせち (しおん)：バリ カッコイイ BOX |
| 109             | 1月 1日 公開収録 in 尼崎中央公園 (2017/12/3) | 川上千尋 堀詩音     | アサヒ飲料 チャレンジャーズ | チアリーダー | ベッピンが キレッキレに 暴走!? |
| 109             | 1月 1日 公開収録 in 尼崎中央公園 (2017/12/3) | 川上千尋 堀詩音     | 兵庫県立 尼崎高等学校 | 吹奏楽部 | ベイビー達 県尼レンジャーになる べし!!! |
| 110             | 1月16日                                      | 久代梨奈 水田詩織   | 大阪府立 今宮高等学校 | 書画部 | ババンと 告白 話 |
| 111             | 2月 1日                                      | 鵜野みずき 大段舞依 | 兵庫県立 伊丹西高等学校 | 競技カルタ同好会 | |
| 112             | 2月16日                                      | 井尻晏菜 山尾梨奈   | 私立 関西学院高等部 | 数理科学部 | |
| 113             | 3月 1日                                      | 林萌々香 石塚朱莉   | 兵庫県立 西宮北高等学校 | FCC同好会 | |
| 114             | 3月16日                                      | 明石奈津子 清水里香 | 兵庫県立 尼崎北高等学校 | コーラス部 | |
| 115             | 4月 1日                                      | 山尾梨奈 武井紗良   | 私立 武庫川女子大学附属 中学校･高等学校 | 被服部 | |
| 116             | 4月16日                                      | 川上礼奈 磯佳奈江   | 兵庫県立 尼崎西高等学校 | 茶道部 | |
| 117             | 5月 1日                                      | 川上千尋 堀詩音     | 兵庫県立 伊丹北高等学校 | ソフトテニス部 | |
| 118             | 5月16日                                      | 山尾梨奈 本郷柚巴   | 兵庫県立 鳴尾高等学校 | 女子バスケットボール部 | |
| 119             | 6月 1日                                      | 沖田彩華 川上千尋   | 私立 金剛学園 | K-POPダンス同好会部 | |
| 120             | 6月16日                                      | 古賀成美 山田寿々   | 大阪府立 港南造形高等学校 | 漆部 | |
| 121             | 7月 1日                                      | 三田麻央 小嶋花梨   | 兵庫県立 伊丹高等学校 | 放送部 | |
| 122             | 7月16日                                      | 磯佳奈江 安田桃寧   | 兵庫県立 西宮高等学校 | 女子サッカー部 | |
| 123             | 8月 1日                                      | 日下このみ 林萌々香 | 大阪市立 住吉商業高等学校 | フォークソング部 | |
| 124             | 8月16日                                      | 石塚朱莉 鵜野みずき | 大阪府立 今宮工科高等学校 | 鉄道研究部 | ぶっちゃけ意外 コンテストに本気な Boyたち |
| 125             | 9月 1日                                      | 井尻晏菜 久代梨奈   | 私立 金蘭会高等学校 | 演劇部 | |
| 126             | 9月16日                                      | 内木志 中川美音     | 尼崎市立 尼崎双星高等学校 | 書道部 | |
| 127             | 10月 1日                                     | 武井紗良 山田寿々   | 兵庫県立 武庫荘総合高等学校 | ダンス部 | |
| 128             | 10月16日                                     | 古賀成美 明石奈津子 | 大阪府立 港高等学校 | 男子バレーボール部 | |
| 129             | 11月 1日                                     | 石田優美 大段舞依   | 尼崎市立 尼崎高等学校 | ラグビー部 | |
| 130             | 11月16日                                     | 川上千尋 山尾梨奈   | 私立 報徳学園高校 | 吹奏楽部 | |
| 131             | 12月 1日                                     | 森田彩花 小林莉奈   | 大阪市立淀商業高等学校 | 珠算部 | |
| 132             | 12月16日                                     | 三田麻央 菖蒲まりん | 兵庫県立 西宮甲山高等学校 | 山岳部 | |

### 2019年
| 2019年 放送日程 | 2019年 放送日程 | 2019年 放送日程   | 2019年 放送日程       | 2019年 放送日程  | 2019年 放送日程                                      |
| 回              | 放送日          | 出演メンバー      | 学校                  | 部               | 本日のBKB                                            |
| --------------- | --------------- | ----------------- | --------------------- | ---------------- | ---------------------------------------------------- |
| 133             | 1月 1日         | 東由樹 堀詩音     | 兵庫県立 国際高等学校 | カヌー部         | 部員からのSOS 苦境を乗り切れ! ぶかつ部 一肌脱ぎます! |
| 134             | 1月16日         | 石塚朱莉 中川美音 | 伊丹けん玉クラブ      | 伊丹けん玉クラブ | バリスゴイ けん玉の技を ビシッと決める               |
| 135             | 2月 1日         | 大田莉央奈 南羽諒 | 伊丹市立 伊丹高等学校 | 家政部           | 美味なる 化学反応を 分析せよ‼                        |
| 136             | 2月16日         | 磯佳奈江 安田桃寧 | 兵庫県立 尼崎高等学校 | JRC部            | ブラボーな 活躍 ぶりって？？                         |